# Максим Исповедник (линейный корабль)
«Максим Исповедник» — парусный линейный корабль Черноморского флота Российской империи, находившийся в составе флота с 1812 по 1832 год, представитель серии кораблей типа «Анапа». Во время службы неоднократно выходил в практические плавания в Чёрное море, а по её окончании был разобран.

## Описание корабля
Один из одиннадцати парусных линейных кораблей типа «Анапа», строившихся для Черноморского флота в Херсоне и Николаеве с 1806 по 1818 год. Длина корабля составляла 54,9 метра, ширина по сведениям из различных источников от 14,5 до 14,7 метра, а осадка от 6,5 до 6,6 метра. Артиллерийское вооружение корабля состояло из 74 орудий.
Был назван в честь Максима Исповедника — христианского монаха и философа, создателя христологической доктрины диофелитства, почитаемого святым в православной и римской католической церквях.

## История службы
Корабль «Максим Исповедник» был заложен в Херсоне, после спуска на воду в 1812 году вошел в состав Черноморского Флота и перешёл в Севастополь
В составе эскадр находился в практических плаваниях в Чёрном море в 1814, 1818—1822 годах.
17 мая 1818 года корабли эскадры, находившиеся на Севастопольском рейде, посетил император Александр I.
Корабль «Максим Исповедник» разобран в 1832 году в Севастополе.

## Командиры корабля
Командирами линейного корабля «Максим Исповедник» в разное время служили:
- Ф. М. Маслов (1812 год);
- П. А. де Додт (1814 год);
- И. И. Стожевский (1818—1820 годы);
- М. Н. Кумани (1821—1822 годы).